# Ali Keda
Ali Abdulrahman Keda (arabe : علي كده ; né en 1973) est un homme politique et ingénieur syrien qui occupe le poste de ministre de l'Intérieur depuis janvier 2025.

## Biographie
Keda est né à Harbanoush, un village du gouvernorat d'Idlib, en 1973.
Diplômé en génie électrique de l'Université d'Alep et en génie militaire d'une académie militaire d'État, il s'enrôle dans l'armée syrienne, servant comme technicien à la base aérienne militaire d'al-Nayrab dans le gouvernorat d'Alep avant d'être promu au grade de lieutenant-colonel. 
En mars 2011, au début de la guerre civile syrienne, il fait défection de l'armée avant de la rejoindre six mois plus tard. Il est arrêté et déserte une nouvelle fois en 2012 après sa libération.